# نصفيات الوريد
نصفيات الوريد (الاسم العلمي: Hemiphlebiidae)، فصيلة حشرات يعسوبية من مقترنات الأجنحة. تحتوي الفصيلة على نوع واحد فقط موجود، وهو نصفي الوريد الرائع، موطنه جنوب أستراليا وتسمانيا. يمتد سجل الأحفوريات لمجموعة نصفيات الوريد إلى أواخر العصر الجوراسي.

## التصانيف
- †Burmahemiphlebia Zheng et al. 2017 كهرمان بورمي بورما، 99 مليون[4]
- †Electrohemiphlebia Lak et al. 2009 كهرمان شارنتس، فرنسا, 105-99 مليون[5]
- †Enteropia Pritykina and Vassilenko 2014 شار تيغ, منغوليا, 145 مليون.[6]
- نصفي الوريد الرائع Selys، 1869، أستراليا، موجود.
- †Jordanhemiphlebia Kaddumi 2009 كهرمان أردني, الأردن, 112.6 إلى 99.7 مليون[5]
- †Kachinhemiphlebia Zheng 2020 كهرمان بورما, بورما, 99 مليون[7]
- †Mersituria Vasilenko 2005 تكوين دورونينو, روسيا, 130 إلى 125 مليون.[8]
- †Pantelusa Vassilenko 2014 Ora Formation,إسرائيل, 94.3 - 89.3 مليون[9]
- †Parahemiphlebia Jarzembowski et al. 1998 تكوين دورلستون, المملكة المتحدة 145-140 مليون[10] تكوين كراتو, البرازيل 122-112 مليون.[11]
- †Thairia Felker and Vasilenko 2018 Doronino Formation,روسيا, 130 إلى 125 مليون.[12]